# Andreas Bredau
Andreas Bredau (Burg, 1984. március 21. –) német bobos. A 2010. évi téli olimpiai játékokon férfi négyesbobban Németország harmadik számú csapatában szerepelt, az első számú csapat a 2., a második számú csapat a 4., a Bredau-Angerer-Mann-Bermbach csapat pedig a 7. helyen végzett.